# Univerzitetni pihalni orkester Ljubljana
Univerzitetni pihalni orkester Ljubljana (okrajšava UPOL) je pihalni orkester, ustanovljen januarja 2007.

## Poslanstvo
Univerzitetni pihalni orkester Ljubljana je sestavljen po vzoru t.im. zasedbe Symphonic Winds. Orkester izvaja najsodobnejši repertoar različnih zvrsti, njegovo poslanstvo pa je muziciranje na visoki ravni.

## Vodstvo
Dirigent in umetniški vodja je Simon Perčič, v njem pa sodelujejo tudi priznani slovenski glasbeniki in profesorji Dušan Sodja (klarinet), Betka Kotnik (saksofon), David Špec - Jezernik (trobenta), Robert Petrič (rog) in Matej Krajter (pozavna), ki s svojimi izkušnjami ter znanjem pomembno prispevajo h kvalitetni rasti orkestra. Organizacijsko plat orkestra vodi Marko Sever.

## Nastanek
Orkester je nastal na pobudo študentov ob podpori Univerze v Ljubljani. Med ustanovnimi člani sta bila tudi Marko Sever in Simon Perčič. Člane se izbira na vsakoletnih avdicijah.